# Emanuel Aloys Förster

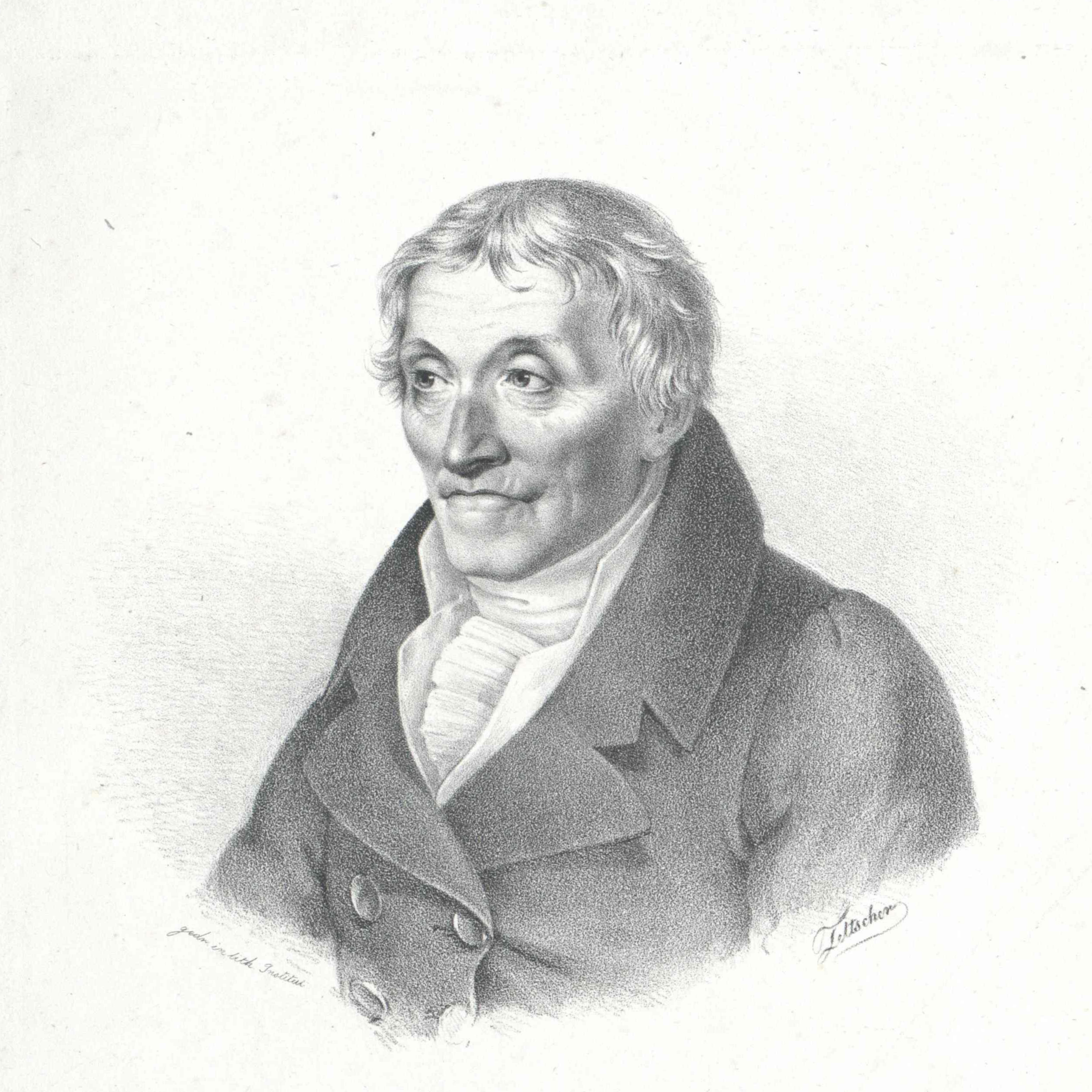
Emanuel Alois Förster, Lithographie von Josef Eduard Teltscher

Emanuel Aloys Förster (* 26. Januar 1748 in Niedersteine, Grafschaft Glatz; † 12. November 1823 in Wien) war ein österreichischer Musikpädagoge und Komponist.

## Leben
Seine Eltern waren der Gutsverwalter Anton Ludwig Förster und Anna Maria, geborene Teuber. Nach der Pfarrschule in Niedersteine besuchte er das Gymnasium des Benediktinerklosters in Braunau, wo seine musikalische Begabung früh erkannt wurde. Auf Anordnung des damaligen Abtes Friedrich Grundmann (1752–1772) gehörte er zu den Schülern, die durch einen qualifizierten Lehrer Unterricht in der Figuralmusik erhielten. Nach dem Gymnasialabschluss arbeitete er ab 1764 in der Gutsverwaltung seines Vaters, der für den Grafen Vetter von der Lilien tätig war. Da sein Geburtsort zusammen mit der Grafschaft Glatz nach dem Hubertusburger Frieden 1763 an Preußen gefallen war, leistete er von 1766 bis 1768 seinen Wehrdienst im Fouqué'schen Infanterieregiment, dem er als Militärmusiker zugeteilt wurde.
Bereits als Jugendlicher komponierte Emanuel Aloys Förster mehrere Konzerte und Sonaten nach seinem Gehör. Nachdem er an ein theoretisches Werk von Carl Philipp Emanuel Bach gelangte, schrieb er dieses ab. Es wird vermutet, dass es sich dabei um den „Versuch über die wahre Art das Klavier zu spielen“ handelte. Nach der Rückkehr vom Militär erhielt er Musikunterricht von dem Mittelwalder Organisten und Theorielehrer Johann Georg Pausewang. Vermutlich auf dessen Vermittlung hielt er sich 1776–1779 in Prag auf. Anschließend begab er sich nach Wien, wo er als Komponist und Musikpädagoge wirkte. Durch seine Heirat mit Eleonore von Reczka erhielt er Kontakt zu Wiener Adelshäusern, wodurch seine Bekanntheit gefördert wurde. Er war Mitglied des Schuppanzigh-Quartetts, dem auch seine schlesischen Landsleute Peter Hänsel, Franz Weiß und Joseph Linke angehörten.
Zu seinen Schülern gehörten u. a. Franz Xaver Pecháček, Joseph Mayseder, Louis Niedermeyer und Wilhelm Reuling. Mit W. A. Mozart und Joseph Haydn hatte er freundschaftlichen Umgang. Den 22 Jahre jüngeren Ludwig van Beethoven lernte er beim Fürsten Karl Lichnowsky kennen. Beethoven schätzte Försters musikalisches Wirken und sein kompositorisches Werk und führte ihm auch Schüler zu, u. a. Andreas Rasumofsky und Charles Neate.
Von Försters fünf Kindern wurde Tochter Eleonore (* 1799), die 1823 einen Grafen Conti ehelichte, eine bekannte Pianistin, die selbst Variationen für Klavier, Violine, Viola und Violoncello komponierte. Deren ein Jahr jüngerer Bruder Joseph war ebenfalls Pianist und Violoncellist. Försters Tochter Michaelina heiratete den Geiger Pietro Rovelli (1793–1838). Försters Witwe Eleonore überlebte ihren Mann um 28 Jahre. Sie starb am 10. Mai 1852 in Wien.
Försters musikalischer Nachlass befindet sich in der Österreichischen Nationalbibliothek.

## Werke
- Anleitung zum General-Bass mit geschriebenen Notenbeispielen. Verlag Breitkopf & Härtel, Leipzig 1805. Die Anleitung wurde mehrmals aufgelegt und ins Tschechische übersetzt.
- Emanuel Aloys Förster komponierte zahlreiche Streichquartette und -quintette, Fugen, Kantaten, Klavierquartette, Oboenkonzerte und Präludien.
- Er war einer der 50 Komponisten, die eine Variation über einen Walzer von Anton Diabelli für den 1824 gedruckten Teil II der Sammlung Vaterländischer Künstlerverein einreichten.